# Arthur Erdélyi
Arthur Erdélyi   (Budapest, 2 d'octubre de 1908 - Edimburg, 12 de desembre de 1977) va ser un matemàtic jueu hongarès emigrat del seu país.

## Vida i obra
Arthur Diamand era fill d'Ignác Diamand, qui va morir quan ell era nen i, posteriorment, va adoptar el cognom del seu padrastre: Edérlyi. Va fer tota la seva escolarització, primària i secundària, a la seva vila natal de Budapest des de 1914 fins a 1926. Degut a les limitacions imposades als jueus pels estudis universitaris, es va traslladar a Moràvia, per a fer els estudis universitaris d'enginyeria a la universitat tecnològica de Brno, la qual va abandonar el 1928 sense graduar-se. El 1930 va iniciar la recerca en matemàtiques i el 1938 va sotmetre una col·lecció dels seus articles publicats a la universitat alemanys de Praga per a obtenir el títol de doctor que li va ser concedit sense dificultats. Sota circumstàncies normals, hagués seguit una carrera docent a Txecoslovàquia, però la invasió nazi del seu país, el feu fugir de les persecucions antisemites i, gràcies a Edmund Whittaker, va aconseguir una plaça docent a la universitat d'Edimburg el 1939. A Edimburg es va casar amb la escriptora i poetessa Eva Neuburg-Griffel, també exiliada austríaca.
Durant el seu període a Edimburg (1939-1949) va participar en la comunitat musical de la ciutat, ja que tocava prou bé la viola i el violí, i es va interessar per la geologia, afició que va portar a tots els llocs on va estar com Califòrnia o Austràlia fent llargues excursions per les seves muntanyes. El 1949, l'Institut Tecnològic de Califòrnia li va proposar fer-se càrrec del projecte d'editar els manuscrits de Harry Bateman, i es va traslladar a Pasadena on va ser professor titular a Caltech. Fruit del seu treball editorial i d'altres matemàtics associats al projecte Bateman, es van editar les monumentals obres:
- Higher Transcendental Functions Volums 1, 2 i 3 (1953) ISBN 0-486-44614-X ISBN 0-486-44615-8 ISBN 0-486-44616-6. Amb permís de l'editorial propietària dels drets, hi ha còpies a l'abast del públic: Vols 1, 2 i 3 o Vol. 1 Arxivat 2021-09-30 a Wayback Machine., Vol. 2 Arxivat 2021-09-30 a Wayback Machine. i Vol. 3 Arxivat 2022-02-20 a Wayback Machine..
- Tables of Integral Transforms Volums 1 i 2 (1954) ISBN 0-07-019549-8. Còpies a l'abast del públic: Vols. 1 i 2 o Vol.1 Arxivat 2020-07-04 a Wayback Machine. i Vol.2 Arxivat 2020-07-04 a Wayback Machine.

El 1963, en rebre una invitació de la universitat d'Edimburg, va retornar a la que ell considerava la seva universitat per ocupar una càtedra de matemàtiques. Amb el seu vigor i coneixements va redreçar un departament que havia estat deprimit els darrers anys, des de la desaparició de Whittaker. Va morir a Edimburg el 1977.
Els coneixements de matemàtiques d'Erdélyi eren enciclopèdics, sobre qualsevol tema podia parlar amb autoritat, coneixia la bibliografia més rellevant i sovint ho acompanyava d'anècdotes sobre la seva experiència personal. A part dels llibres abans citats del projecte Bateman, va ser l'autor de dos influents llibres: Asymptotic expansions (1955) i Operational calculus and generalized functions (1962). A més, va publicar gairebé dos centenars d'articles científics. Les seves aportacions més originals van ser en els camps de les funcions especials, de la teoria de les pertorbacions singulars, de l'anàlisi asimptòtica i de les equacions diferencials parcials singulars. D'especial rellevància van ser els seus treballs en expansions asimptòtiques en la generalització de la integral de Riemann-Liouville, l'avui conegut com operador d'Erdélyi-Kober.